# 澤仁里
澤仁里，位於台灣桃園市復興區北部，人口有1,788人。西以枕頭山與三民、奎輝2里為界，北以角板山霞雲里相鄰，東、南以那是山（那結山，Naze）支脈與羅浮里相隔。

## 里名由來
因為日治時期角板山駐在所所在，故初期命名為「角板村」。在國民政府接收臺灣之後，因為設有蔣中正的行館及國民政府政令宣導習慣，故村名命名為「澤仁」。本里為復興區行政中心所在，包括角板山（本村西面有牌仔山Pyasan。角板山該地古稱Kijai，榕樹繁茂之地）、霞雲坪、溪口台（在大漢溪石門水庫集水區以南）、詩朗（Shiron，原三峽大豹社遷居）等部落。

## 歷史沿革
清代光緒12年（1886年），劉銘傳於大嵙崁（今大溪鎮）設立「臺灣撫墾總局」，該村屬於總局之「大嵙崁撫墾事務總辦」其下配置的甘指坪中營。日治時期，明治29年（1896年），屬大嵙崁撫墾署管轄；明治31年（1898年）改隸三角湧辦務署大嵙崁支署；明治33年（1900年）改屬大嵙崁辦務署；明治34年（1901年）屬桃仔園廳大嵙崁支廳；明治38年（1905年）紛屬桃園廳大嵙崁支廳番地；大正9年（1920年）屬新竹州大溪郡番地。
二次大戰結束後，國民政府接管臺灣，民國36年（1947年）初屬新竹縣角板鄉（今復興鄉）角板村，同年分置獨立為「三民村」及「澤仁村」；民國64年（1975年）9月10日析南部置「羅浮村」，之後該村村名及界線未再改變，直到2014年12月25日，桃園縣升格直轄市，才將村更名為里。

## 景點特色
- 歷史文化館
- 角板山形象商圈